# Рој Шајдер
Рој Ричард Шајдер (енгл. Roy Scheider; /ˈ ʃ аɪ д әр / ; 10. новембар 1932 — 10. фебруар 2008) је био амерички глумац и аматерски боксер. Славу је стекао својим главним и споредним улогама у прослављеним филмовима од 1970-их до средине 1980-их. Био је номинован за два Оскара, Златни глобус и БАФТА награду.
Његове најпознатије улоге укључују полицијског шефа Мартина Бродија у Ајкула (1975) и његовом наставку Ајкула 2 (1978), њујоршког детектива Бадија „Тмурног“ Русоа у Француској вези (1971); њујоршког детектива Бадија у филму The Seven-Ups (1973); Докa Левиja у Маратонцу (1976); кореографa и филмског редитеља Џоа Гидеона у филму Сав тај џез (1979); психијатра Сема Рајса У тишини ноћи (1982); полицајца Френка Марфија у Плавом грому (1983); и др Хејвуда Р. Флојда у филму 2010, наставку филма 2001: Одисеја у свемиру из 1984; и доктор Бенвеј у филму Голи ручак из 1991. Такође је био познат по улози капетана Нејтана Бриџера у научно-фантастичној телевизијској серији SeaQuest DSV (1993–1996).